# Danh sách di sản văn hóa Tây Ban Nha được quan tâm ở tỉnh Melilla
Danh sách di sản văn hóa Tây Ban Nha được quan tâm ở tỉnh Melilla, Tây Ban Nha.
| Tên                                                             | Dạng                                             | Địa điểm                       | Tọa độ                                        | Số hồ sơ tham khảo? | Ngày nhận danh hiệu? | Hình ảnh                                                        |
| --------------------------------------------------------------- | ------------------------------------------------ | ------------------------------ | --------------------------------------------- | ------------------- | -------------------- | --------------------------------------------------------------- |
| Thư viện Pública Estado                                         | Thư viện                                         | Melilla Quảng trường España, 4 | 35°17′29″B 2°56′18″T / 35,291492°B 2,938427°T | RI-BI-0000021       | 29-06-1985           | Biblioteca Pública del Estado · Upload image                    |
| Capilla Cristo Rey Bệnh viện Militar Pagés (Bệnh viện quân đội) | Di tích Kiến trúc tôn giáo                       | Melilla                        | 35°16′57″B 2°56′28″T / 35,2825°B 2,941111°T   | RI-51-0011148       | 23-01-2004           | Capilla de Cristo Rey del Hospital Militar Pagés · Upload image |
| Melilla                                                         | Lịch sử và nghệ thuật                            | Melilla                        | 35°17′31″B 2°56′19″T / 35,291944°B 2,938611°T | RI-53-0000022       | 11-08-1953           | Ciudad de Melilla · Upload image                                |
| Đồn San Francisco                                               | Di tích Kiến trúc phòng thủ Lâu đài              | Melilla                        |                                               | RI-51-0011147       | 23-01-2004           | Fortín de San Francisco · Upload image                          |
| Fuerte Camellos                                                 | Di tích Kiến trúc phòng thủ Lâu đài              | Melilla                        | 35°17′16″B 2°56′57″T / 35,287835°B 2,949295°T | RI-51-0006993       | 29-11-1990           | Fuerte Camellos · Upload image                                  |
| Fuerte Cabrerizas Altas                                         | Di tích Kiến trúc phòng thủ Lâu đài              | Melilla                        | 35°18′20″B 2°57′36″T / 35,305523°B 2,959939°T | RI-51-0006991       | 29-11-1990           | Fuerte de Cabrerizas Altas · Upload image                       |
| Fuerte Concepción                                               | Di tích Kiến trúc phòng thủ Thời gian: Thế kỷ 19 | Melilla                        | 35°16′59″B 2°57′55″T / 35,2831°B 2,965389°T   | RI-51-0006992       | 29-11-1990           | Fuerte de la Concepción · Upload image                          |
| Fuerte Rostrogordo                                              | Di tích Kiến trúc phòng thủ Thời gian: Thế kỷ 19 | Melilla                        | 35°18′52″B 2°57′28″T / 35,314349°B 2,957727°T | RI-51-0006994       | 29-11-1990           | Fuerte de Rostrogordo · Upload image                            |
| Fuerte exterior Alfonso XIII                                    | Di tích Lâu đài                                  | Melilla                        |                                               | RI-51-0010552       | 18-10-2000           | Upload image                                                    |
| Fuerte María Cristina                                           | Di tích Lâu đài                                  | Melilla                        |                                               | RI-51-0006990       | 29-11-1990           | Upload image                                                    |
| Fuerte-torre Reina Regente                                      | Di tích Lâu đài                                  | Melilla                        |                                               | RI-51-0006995       | 29-11-1990           | Upload image                                                    |